# Michael Kang
 (avril 2019).
Si vous disposez d'ouvrages ou d'articles de référence ou si vous connaissez des sites web de qualité traitant du thème abordé ici, merci de compléter l'article en donnant les références utiles à sa vérifiabilité et en les liant à la section « Notes et références ».
Michael Kang (né le 3 mai 1970 à Providence aux États-Unis) est un acteur, réalisateur, scénariste et producteur de cinéma américain indépendant.

## Biographie
Michael Kang est un cinéaste américain d'origine coréenne. Il est basé à New York, où il fit ses études au sein de l'université d'art dramatique Tisch School of the Arts.
En 1998, son court-métrage A Waiter Tomorrow reçoit le prix de post-production FilmCore et le prix du public du Freaky Film Festival. En 2001, Michael Kang remporte la compétition de scénariste du 24e festival international annuel du film asio-américain. En 2002, il reçoit un Geri Ashur Award octroyé par la Fondation pour les Arts de New-York. Son second court-métrage Japanese Cowboy (2000), est décoré du Manhattan Community Arts Fund Grant et du Prix spécial du jury au Film Fest New Haven.
En 2005, il réalise The Motel, produit par le vétéran du cinéma indépendant Miguel Arteta. Le film est diffusé au festival du film de Sundance où il est primé. Ce film est également nommé dans la catégorie Meilleur premier long-métrage des Independent Spirit Awards.
Le dernier projet en date de Michael Kang est le film coréo-américain West 32nd, coécrit avec Edmund Lee, produit par Teddy Zee, avec en tête d'affiche John Cho, Grace Park et Jeong Jun-ho.

## Filmographie
Comme acteur
- 1998 : A Waiter Tomorrow de Michael Kang
- 2000 : Asian Pride Porn

Comme scénariste
- 1998 : A Waiter Tomorrow de Michael Kang
- 2000 : Japanese Cowboy de Michael Kang
- 2005 : The Motel de Michael Kang
- 2007 : West 32nd de Michael Kang

Comme réalisateur
- 1998 : A Waiter Tomorrow
- 2000 : Japanese Cowboy
- 2005 : The Motel
- 2007 : West 32nd

Comme producteur
- 1998 : A Waiter Tomorrow de Michael Kang
- 2000 : Japanese Cowboy de Michael Kang

## Récompenses
- 2003 : NHK Award au festival du film de Sundance pour The Motel
- 2005 : Humanitas Prize pour The Motel
- 2005 : Meilleur long métrage au San Francisco International Asian American Film Festival pour The Motel
- 2005 : Meilleur long métrage dramatique au San Diego Asian Film Festival pour The Motel

## Nominations
- 2007 : nommé aux Independent Spirit Awards dans la catégorie Meilleur premier long métrage pour The Motel